# Dadi Pudumjee
Dadi Pudumjee (Poona, 15 september 1951) is een Indiaas poppenspeler. Hij is oprichter van het poppentheater Ishara. Hij ontving in 2011 de hoogste onderscheiding van India, de Padma Shri.

## Biografie
Pudumjee studeerde aan het Wadia College, dat deel uitmaakt van de universiteit van Poona, en vervolgde zijn studie in Ahmedabad, eerst aan het National Institute of Design (NID) en vervolgens aan de Darpana Academy of Performing Arts bij Meher Contractor. Daarna studeerde hij aan het Marionettentheaterinstituut in Stockholm bij Michael Meschke.
In deze stad werkte hij voor het theater Medborgahuset als leraar toneel en poppentheater. In januari 1979 was hij gastregisseur bij het Puppentheater in West-Berlijn. Hier voerde hij een schimmenspel op van de Indiase schrijver Vijaydan Detha.
In 1980 richtte hij het poppentheater Sutradhar op als onderdeel van de poppenafdeling van de Shri Ram Centre for Performing Arts in New Delhi. Hier bleef hij zes jaar aan als artistiek directeur.
In 1986 richtte hij zijn eigen poppengezelschap op, de Ishara Puppet Theatre Trust. Ishara werkt met een groep poppenspelers, artiesten, acteurs en dansers die tijdens voorstellingen gebruikmaken van poppen, maskers en objecten. Muziek speelt in zijn programma's een integrale rol. De opvoeringen variëren van uitgebeelde poëzie en folklore tot satire. Ook maakt het theater opvoeringen voor televisie. Pudumjee beperkt zich niet tot de gebruikelijke soorten marionetten en handpoppen, maar gebruikt bijvoorbeeld ook poppen met een halve romp die aan acteurs zijn vastgemaakt en over het gehele toneel worden meegedragen.
Soms hebben zijn opvoeringen een opvoedkundige betekenis en kunnen thema's variëren tot en met hiv en aids. In dit kader heeft hij ook verschillende opvoeringen gedaan voor de UNESCO en de Europese Unie. Maar ook voert hij traditioneel Indiaas theater op, met verhalen van Rama en Sita en over de mythe van Vikram en Betaal.
Pudumjee gaf optredens en les in veel verschillende landen ter wereld, zoals de Verenigde Staten, Zuid-Afrika, Australië, het Verenigd Koninkrijk, Spanje, Zweden, Rusland, Japan, Indonesië, Singapore en Brazilië. Sinds 2003 organiseert hij jaarlijks het Ishara International Puppet Festival in afwisselend een andere stad in India.
Sinds 2008 is hij voorzitter van de wereldwijde organisatie Union Internationale de la Marionnette (UNIMA), waarmee hij de eerste niet-Europese voorzitter van de organisatie is sinds de oprichting bijna tachtig jaar eerder.

## Erkenning
- 1992: Sangeet Natak Akademi Award
- 2011: Padma Shri
- Sanskriti Pratishan Award
- Delhi Natya Sangh Award